# ニッキー・バーン
ニッキー・バーン(Nicholas Bernard James Adam Byrne, 1978年10月9日 - )は、アイルランド人歌手。人気男性グループ、ウエストライフのメンバー。ダブリンで生まれた。

## 来歴

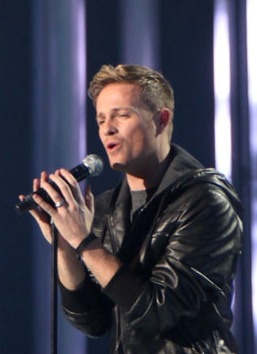
2009年、ノーベル平和賞のコンサートにて

歌手としてウエストライフのメンバーになる前はサッカー選手として有名であった。北ダブリンのクラブチーム、ホーム・ファームFCでゴールキーパーとしてプレーをしていた。12歳のときには、ACミラン、アヤックス・アムステルダム、FCバルセロナといった強豪クラブのユースチームも参加したベルギーでのトーナメントにおいて、ベスト・ゴールキーパーに選ばれた。ダービー・カウンティFCでトライアルを受け、1995年にはリーズ・ユナイテッドとプロ契約を結ぶ。同年には16歳にしてリーズ・ユナイテッドの対サウサンプトンFC戦でベンチ入り。これはクラブの最年少記録である。しかし、ゴールキーパーとしてはそれほど身長が高くなかったので1997年に契約が切れると同時にクラブから離れ、アイルランドのクラブチーム、シェルボーンFC、コーヴ・ランブラーズFC、セント・フランシスFCと渡り歩いた。
また、アイルランドユース代表として、U-15、U-16、U-18の各カテゴリーでプレーした経験を持つ。1994年にスイス戦でデビュー、最後の試合は1997年のノルウェー戦。1994年に国際親善試合（対チリ戦）に向けてトレーニングをしていた矢先、アクシデントに見舞われ、肘を骨折。2時間にわたる手術は2本のビスを要した。
ダブリンに戻ったころには父とカラオケ店を経営し始め、Reelというグループを結成。これを機に、ボーイゾーンのマネージャー、ルイ・ウォルシュの目に留まるようになり、ウエストライフのメンバーになる。また、このとき同時に、アイルランドの警察学校、Garda Suiochanaに合格している。しかし歌手としてキャリアを再スタートさせた。サッカー選手として名をはせたこともあり、芸能人とよくサッカーイベントに参加している。また、彼が所属していたリーズ・ユナイテッドのライバル、マンチェスター・ユナイテッドFCのファンで、同じくウエストライフのメンバー、シェーン・フィランと共にこのクラブのユニフォームを着ることがある。スヌーカー、ゴルフ、ドライブが趣味で、スポーツカーを何台も所有している。2002年にアイルランド・ベスト・ドレッサー賞に選ばれた。2005年にはウエストライフが長期休暇に入ったこともあり、ニューヨークにあるニューヨークフィルムアカデミーに入学。4ヵ月半に渡ってアクティングコースを卒業した。

## パーソナルライフ
バーンは高校時代から付き合っているジョージナ・アハーンと2003年8月5日に結婚。彼女はアイルランド首相、バーティ・アハーンの娘である。2007年4月20日に双子が産まれる。